# Концерт для фортепіано з оркестром № 2 (Шопен)

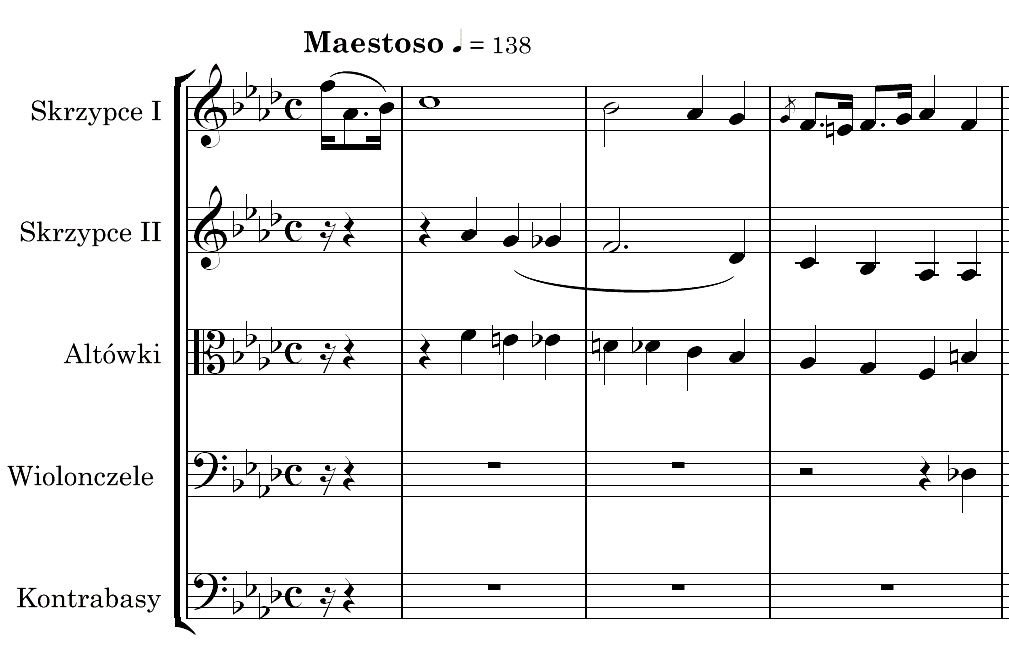
Перші такти концерту

Концерт для фортепіано з оркестром № 2 фа мінор, op. 21 Фридерика Шопена написаний у 1830 році. Перше представлення відбулося 17 березня 1830 у Варшаві у виконанні автора.
Цей твір був написаний раніше за Перший концерт, однак опублікований пізніше, тому й дістав другий номер.

## Структура
Концерт написано в трьох частинах:
1. Maestoso
2. Larghetto
3. Allegro vivace